# Kurt Melcher
Kurt Melcher (Dortmund, 8 juli 1881 - Berlin-Zehlendorf, 24 oktober 1970) was een jurist, politiebeambte en ambtenaar. Zijn carrière bestreek het Duitse Keizerrijk, de Weimarrepubliek en Nazi-Duitsland.

## Vroege leven
Melcher werd geboren in Dortmund. Zijn vader was de bestuurder van een mijn. Melcher volgde in Dortmund zijn eerste opleiding aan het lokale gymnasium. Hierna volgde hij in verschillende steden, waaronder Berlijn, een rechtenstudie. In 1902 en 1903 zou hij in militaire dienst gaan. Hij zou ten tijde van de Eerste Wereldoorlog nogmaals terugkeren naar de krijgsmacht. Hij ontving hierna het IJzeren Kruis, zowel in de tweede, als de minder uitgereikte eerste, klasse.

## Carrière
Na zijn studie zou Melcher spoedig carrière maken. Hij startte zijn werkende leven als assessor in het bestuur van Düsseldorf. In 1919, na 6 jaar in dienst te zijn geweest en ook zijn tweede militaire dienst te hebben vervuld, zou hij de overstap maken naar Essen, waar hij als hoofdcommissaris van de politie aan het werk ging. Ten tijde van de Ruhrbezetting zou hij als Duitse beambte in Essen uitgezet worden naar Duitsland. Na drie jaar als hoofdcommissaris, kreeg hij de kans om in dezelfde rol aan de slag te gaan in Berlijn. Hij was in Berlijn slechts zeven maanden werkzaam in de functie, maar voerde een streng beleid dat wel als 'katholiek beleid' werd aangeduid. Homohoreca mocht slechts tot 10 uur 's avonds open blijven, waarop veel kroegen dan maar besloten ondergronds te gaan. In oktober 1932 verordende hij dat alle dansgelegenheden voor lhbt'ers gesloten dienden te worden. Het was een uitgelezen aanzet voor de nazi's, die nog geen krap jaar later de macht zouden grijpen en de ontstane homocultuur volledig zouden uitbannen.

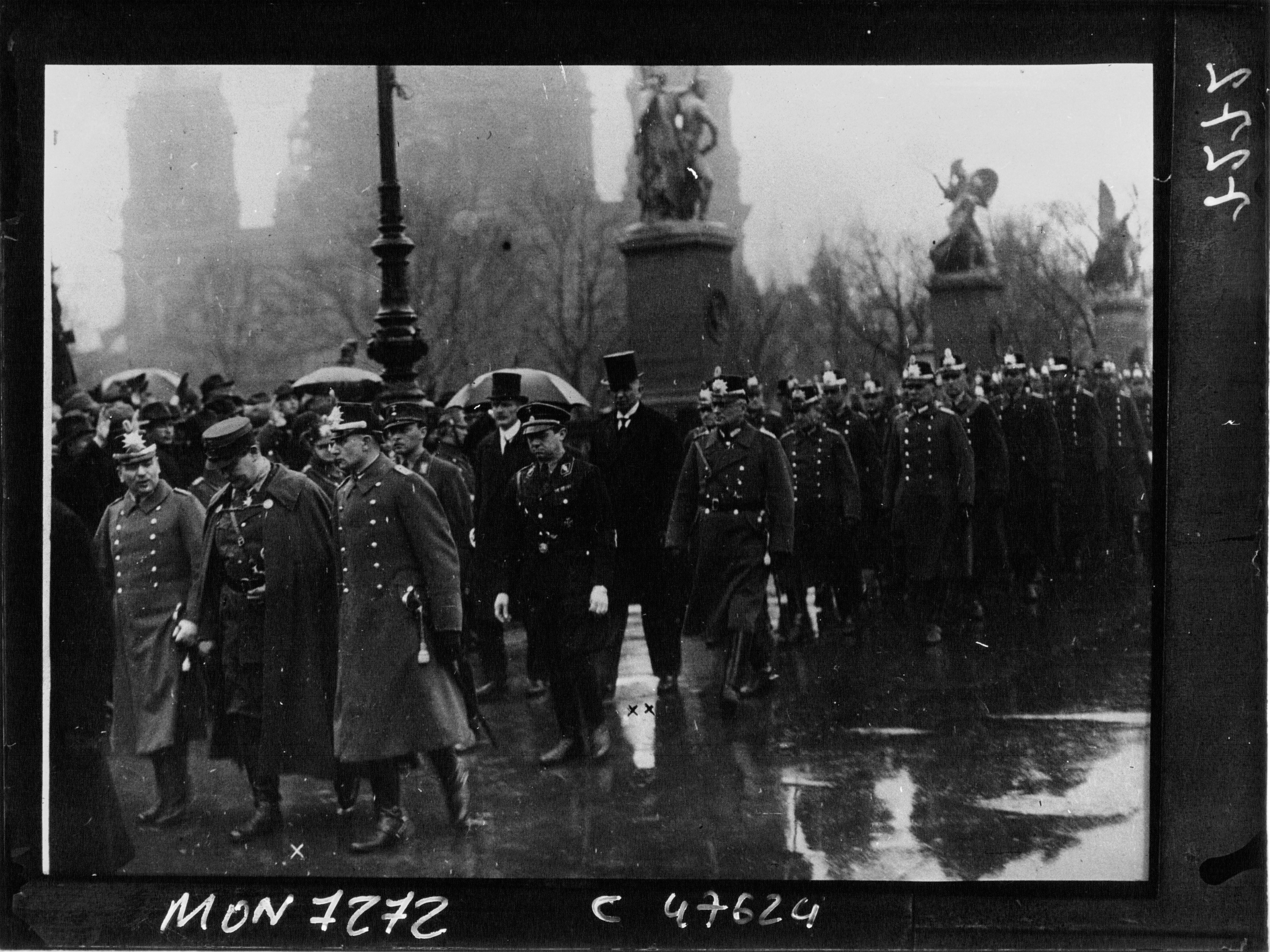
Kurt Melcher (tweede van links) naast Hermann Göring (meest links vooraan) op de begrafenis van een nazi-lid, Hans Maikowski, en politiebeambte, Josef Zauritz.

Hoewel Melcher lid was geworden van de conservatief-liberale Deutsche Volkspartei, functioneerde hij in de nazi-regeringen. Hij kreeg een hoge bestuurlijke functie als Oberpräsident van Saksen. Hierna zou hij bewindvoerder (Sondertreuhänder) en zelfs rijksbewindvoerder (Reichstreuhänder) worden in openbare dienst. Gedurende de gehele regeringsperiode van de nazi's, zou hij daarnaast ook werkzaam zijn als lid van de tweede kamer van de Vrijstaat Pruisen.

## Na de Oorlog
Na de Tweede Wereldoorlog verdween Melcher volledig uit het publieke leven, mogelijk omwille van zijn leeftijd - hij naderde de 65 - maar mogelijk ook omdat er voor hem na zijn functioneren in het nazistische stelsel geen plaats meer was in de denazificatieperiode. Hij zou in 1970 in Berlijn overlijden.